# 水・大気環境局
水・大気環境局（みず・たいきかんきょうきょく）は、日本の環境省の内部部局の一つ。2005年（平成17年）10月1日に環境管理局を改組して、設置された。大気汚染及び水質汚濁の防止、土壌汚染・地下水・地盤沈下・騒音・振動・悪臭対策等による生活環境の保全に関する政策を行っている。

## 職務
主な職務は下記の通りである。
- 環境の保全に関する基本的な政策の企画及び立案並びに推進に関すること（人の健康の保護及び生活環境の保全のために行うものに限る。）。
- 環境の保全に関する関係行政機関の事務の調整に関すること（人の健康の保護及び生活環境の保全のために行うものに限る。）。
- 環境基準及びダイオキシン類環境基準の設定に関すること。
- 公害の防止のための規制に関すること。
- 瀬戸内海環境保全特別措置法の施行に関すること。
- 環境の保全の観点からの温室効果ガスの排出の抑制に関する基準等の策定及び規制等に関すること（自動車の交通に起因して生ずる大気の汚染及び特定特殊自動車排出ガスによる大気の汚染の防止に関する事務に関連するものに限る。）。
- 環境の保全の観点からの海洋汚染の防止に関する基準等の策定及び規制等に関すること。
- 環境の保全の観点からの工場における公害の防止のための組織の整備に関する基準等の策定及び規制等に関すること。
- 環境の保全の観点からの公害の防止のための施設及び設備の整備に関する基準等の策定並びに当該整備に関する援助に関すること（大臣官房の所掌に属するものを除く。）。
- 環境の保全の観点からの下水道その他の施設による排水の処理に関する基準等の策定及び規制等に関すること（大臣官房の所掌に属するものを除く。）。
- 環境の保全の観点からの農薬の登録及び使用の規制に関する基準等の策定並びに当該規制の実施に関すること。
- 環境の保全の観点からの河川及び湖沼の保全に関する基準等の策定及び規制等に関すること（自然環境局の所掌に属するものを除く。）。
- 有明海・八代海等総合調査評価委員会の庶務に関すること。
- 前各号に掲げるもののほか、専ら環境の保全を目的とする事務及び事業に関すること並びにその目的及び機能の一部に環境の保全が含まれる事務及び事業に関する環境の保全の観点からの基準等の策定及び当該観点からの規制等に関すること（人の健康の保護及び生活環境の保全のために行うものに限る。）。

## 組織
- 局長 
  - 総務課
    - 調査官

  - 環境管理課
    - 環境管理情報分析官
    - 環境汚染対策室
    - 水道水質・衛生管理室
    - 農薬環境管理室

  - モビリティ環境対策課
    - 脱炭素モビリティ事業室

  - 海洋環境課
    - 海域環境管理室
    - 海洋プラスチック汚染対策室

## 歴代局長
| 代 | 氏名       | 在任期間                | 前職                         | 後職                           |
| -- | ---------- | ----------------------- | ---------------------------- | ------------------------------ |
| 1  | 竹本和彦   | 2005.10 - 2008.07.22    |                              | 地球環境審議官                 |
| 2  | 白石順一   | 2008.07.22 - 2009.07.14 | 水環境担当審議官             | 総合環境政策局長               |
| 3  | 鷺坂長美   | 2009.07.14 - 2012.08.10 | 大臣官房付                   | 辞職                           |
| 4  | 小林正明   | 2012.08.10 - 2014.07.08 | 大臣官房審議官               | 総合環境政策局長               |
| 5  | 三好信俊   | 2014.07.08 - 2015.07.31 | 大臣官房審議官               | 総合環境政策局長               |
| 6  | 高橋康夫   | 2015.07.31 - 2017.07.14 | 大臣官房審議官               | 地球環境審議官                 |
| 7  | 早水輝好   | 2017.07.14 - 2018.07.13 | 内閣官房内閣審議官           | 辞職                           |
| 8  | 田中聡志   | 2018.07.13 - 2019.07.09 | 大臣官房付                   | 辞職、環境省参与               |
| 9  | 小野洋     | 2019.07.09 - 2020.07.21 | 大臣官房審議官               | 地球環境局長                   |
| 10 | 山本昌宏   | 2020.07.21 - 2021.07.01 | 環境再生・資源循環局長       | 辞職、環境省参与               |
| 11 | 松澤裕     | 2021.07.01 - 2022.07.01 | 環境再生・資源循環局次長     | 地球環境局長                   |
| 12 | 秦康之     | 2022.07.01 - 2023.07.01 | 福島地方環境事務所長         | 地球環境局長                   |
| 13 | 土居健太郎 | 2023.07.01 - 2024.07.01 | 環境再生・資源循環局長       | 地球環境局長                   |
| 14 | 松本啓朗   | 2024.07.01 - 2025.07.01 | 関東地方環境事務所長         | 国土交通省大臣官房付・即日辞職 |
| 15 | 大森恵子   | 2025.07.01 -            | 大臣官房地域脱炭素推進審議官 |                                |